# Іво Андрич
І́во А́ндрич (хорв. Ivo Andrić, серб. Иво Андрић; 10 жовтня 1892, Травник — 13 березня 1975, Белград) — югославський письменник хорватського походження. Лауреат Нобелівської премії з літератури 1961 року.
У списку «100 найзнаменитіших сербів» Іво Андрич посідає 96 місце.

## Біографічні відомості

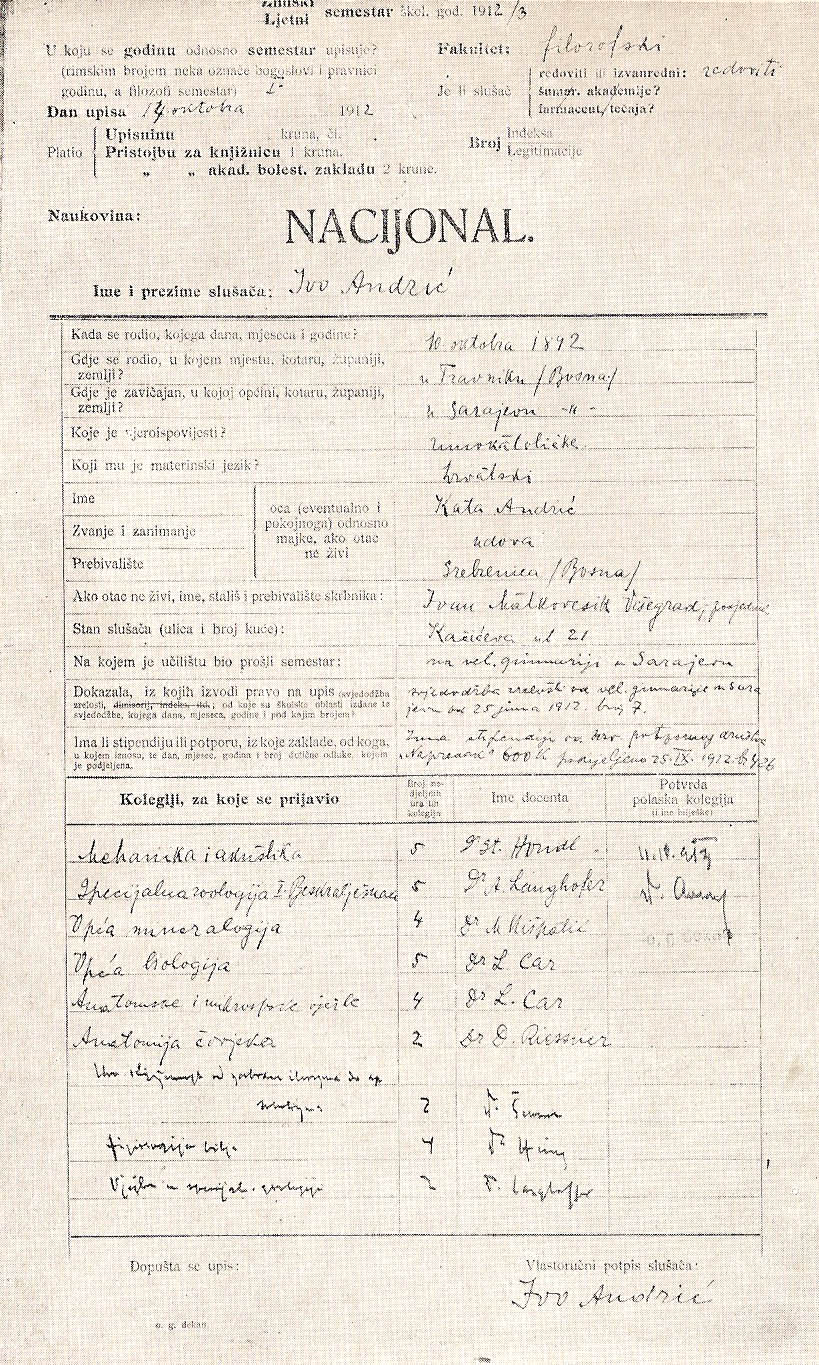
Заява про зарахування на перший семестр філософського факультету Загребського університету 14 жовтня 1912 засвідчує, що рідна мова Андрича — хорватська

Народився 9 жовтня 1892 року в селі Долац біля Травника (центральна Боснія) в сім'ї ремісника. У 1914 році був заарештований австрійським урядом за участь у патріотичній організації «Молода Боснія».
Зробив успішну кар'єру дипломата. У 1920 році працював у посольстві у Ватикані, а потім у консульствах в Бухаресті, Трієсті та Граці. У 1927 році працював у консульствах у Марселі і Парижі, а пізніше в Мадриді. У 1930—1933 роках був секретарем постійної делегації Королівства Югославії при Лізі Націй у Женеві. Це один з найвеличніших югославських дипломатів, чиї політичні роботи досі не могли або не сміли читати. Зараз цілі покоління знають тільки ретушовані деталі його біографії, але не те, що у 1937—1939 роках він був заступником міністра закордонних справ, а практично міністром, оскільки Мілан Стоядинович у той час також очолював уряд і був «перший дипломат». Вони не знають, що після падіння Стоядиновича (через наближення до Гітлера) він став послом Югославії в Берліні з метою умиротворити лідерів Третього райху. Як посол 25 березня узяв участь у церемонії підписання вступу в Троїстий пакт у палаці Бельведер у Відні. У Берліні залишався до «квітневої війни» 1941 року і капітуляції уряду Душана Сімовича. Через розбіжності з керівництвом зі всіх посад був пізніше «скинутий», повернувся до Белграда та потрапив до списку ворогів держави, тому що під час війни наблизився до номенклатури Йосипа Броза Тіто.

## Творча діяльність
Перші твори Андрича — ліричні фрагменти й вірші прозою («Ex ponto», 1918; «Хвилювання», 1921), оповідання («Шлях Алії Джерзелеза» та ін.). Літературна діяльність поєднував з революційною та боротьбою за свободу й незалежність Югославії.
Перу Андрича належить кілька збірок повістей і оповідань, романи-хроніки «Міст на Дрині» (1945), «Травницька хроніка» (1945), «Панночка» (1945) та ряд нарисів про видатних діячів югославської і світової культури — Негоша, Кочича, Петрарку, Горького.

## Національна ідентифікація
Через те, що Андрич народився в Боснії в хорватській родині, але згодом мешкав і працював у Сербії, його в різних випадках називають представником сербської, хорватської та боснійської літератури. Протягом життя він працював у всіх трьох країнах, писав сербсько-хорватською мовою, що на той час була офіційною.
Сам Андрич в часи Австро-Угорщини вважав себе хорватом, а рідною мовою — хорватську. Пізніше він став називатися сербом і представником югославської літератури.

### Українські переклади
- Міст на Дрині. К., 1957;
- Зеко. К., 1958.
- Драма в Олуяку. Мюнхен, «Сучасність», 1961-12
- Знаки вздовж дороги. Київ, «Веселка», 1991
- Проклятий двір. Чернівці, «Видавництво 21», 2020